# Dari (Musiker)
Dari (Eigenschreibweise: DARI), bürgerlicher Name Darius Zander (* 26. Januar 1984 in Köln) ist ein deutscher Sänger und Songwriter.

## Leben
Dari wuchs als Einzelkind in einer Künstlerfamilie  im Kölner Stadtbezirk Neuehrenfeld in einem Multi-Kulti-Umfeld bei seiner Mutter (Malerin) und seinem Stiefvater (Jazz-Musiker) auf. 2004 beendete er seine Schulzeit mit dem Abitur am Humboldt-Gymnasium. Anschließend absolvierte er ein Duales Studium als Fitness-Ökonom an der Deutschen Hochschule für Prävention und Gesundheitsmanagement in Köln.

## Künstlerischer Werdegang
Mit sechs Jahren spielte Dari als Schlagzeuger in einer Punkband. Später, während seines Studiums, lernte er Klavier und begann sich mit Gesang zu beschäftigen. 2011 gründete er als Sänger die Darius Zander Band, u. a. zusammen mit den Musikern Torsten Bugiel, Tobi Born und Rene „Ena“ Schwiers (heute Musiker der Band Kasalla). Die Band spielte überwiegend Konzerte in Nordrhein-Westfalen.
In den darauffolgenden zwei Jahren arbeitet er, noch unter seinem bürgerlichen Namen Darius Zander, mit dem Kölner Rapper Mo-Torres zusammen und schrieb mit ihm diverse Songs. Es folgten Auftritte bei der Saisoneröffnung und im Rheinenergiestadion des 1. FC Köln.
2016 war er Teil der 6. Staffel der TV-Show The Voice of Germany und wurde bei seinem ersten Auftritt von Sänger Max Giesinger überrascht, mit dem er zusammen als Zugabe den Titel 80 Millionen aufführte.  Im Dezember war er zu Gast in der Weihnachtsausgabe der Fernsehshow Elton im KiKa und er spielte seine erste eigene Club Show im legendären Kölner Gloria-Theater.
2017 spielte er zum ersten Mal unter seinem neuen Künstlernamen Dari als Vorgruppe der Band PUR (u. a. im SparkassenPark Mönchengladbach) und auf dem Kreuzfahrtschiff Mein Schiff 3 im Rahmen des Schallwellen-Festivals zusammen mit PUR, Max Giesinger, Glasperlenspiel und Kerstin Ott.
2018 schrieb er zusammen mit dem Produzenten und Songwriter Fabian Zimmermann, dem Texter Sammy Labidi sowie Luca Schneider und dem Produzenten Christoph Siemons die WM-Single „Flutlicht“ für Adel Tawil. Im Sommer spielte Dari seine ersten Open Airs, u. a. in Lippe und bei der Andernacher Kulturnacht.
Am 26. April 2019 wurde die erste Single Ideal unter seinem Künstlernamen Dari aus dem am 2. August 2019 erschienenen Debütalbum VLI veröffentlicht. Am 24. Mai 2019 erschien die zweite Single An deiner Seite.
Am 6. Juni 2019 spiele Dari im Vorprogramm der Band Pur im Rahmen ihrer Open Air Tour im Stadion „Am Hünting“ in Bocholt vor 15.000 Zuschauern. Am 14. Dezember 2019 gewann Dari den Deutschen Rock & Pop Preis.
Im Januar 2020 war Dari zusammen mit dem Comedian Michael Heeren und der Sängerin Alex Rosenrot unter dem Motto Comedy meets Music auf Tour.
Am 1. Mai 2020 erschien seine Single Bollwerk. Das Musikvideo zur Single zeigt seine emotionale Geschichte. Wie er sich, angefangen mit der lebensbedrohlichen Frühgeburt, durch die vielen Höhen und Tiefen des Lebens bis hin zum Musiker kämpfte.
Anfang 2021, inmitten der COVID-19-Pandemie, veröffentlichte Dari die Single Lost (feat. Blackout).
Es folgten drei weitere Singles (So High, Baby Diana und Atemzug), die zusammen mit dem Intro-Song die EP 2021 ergeben, die am 23. April 2021 veröffentlicht wurde. Die parallel zu den Songs veröffentlichten Musikvideos erzählen ineinander übergreifend einen Kurzfilm. Diese Videoidee wurde zusammen mit dem langjährigen Video- und Content Creator Marc Bremer umgesetzt. Außerdem erschien 2021 ebenfalls der Song Ich kann das zum gleichnamigen Buch  von Bodo Schäfer.
Im Mai 2022 kam es im Rahmen der Zusammenarbeit mit den Telekom Baskets zu dem Charity-Song Feuerwehrmann.
Im gleichen Jahr erhielt Dari die Förderung der Initiative Musik in der 56. Förderrunde. Daraufhin veröffentlichte er im August 2023 die Single Because of You, das Musikvideo dazu entstand mit Marvin Ströter. Die Single erreichte in kürzester Zeit eine Million Streams und ist erstmals Teil einer editorialen Spotify Playlist.
2023 folgten die Singles Magic, Lonely, Serial Killer, Golden und zuletzt The Universe.

## Diskografie

### Alben
- 2019: VLI (Blind Records)

### Singles
- 2019: Ideal
- 2019: An deiner Seite
- 2020: Bollwerk
- 2021: Lost
- 2021: So High
- 2021: Ich kann das
- 2021: Baby Diana
- 2021: Atemzug
- 2022: Feuerwehrmann
- 2022: Because of You
- 2023: Magic
- 2023: Lonely
- 2023: Serial Killer
- 2023: Golden
- 2023: The Universe

### Gastbeiträge
- 2015: 5051 (Mo-Torres feat. Darius Zander)
- 2015: Blockrudel (Mo-Torres feat. Darius Zander)
- 2015: Mein letztes Hemd (Mo-Torres feat. Darius Zander)
- 2016: Heimat (Mo-Torres feat. Darius Zander)
- 2016: Tausend Leben (Timeless feat. Darius Zander)
- 2016: An deiner Seite (Elements feat. Darius Zander)

## Tourneen
- 2018: Liebe deine Kneipen Tour (Gast bei Mo-Torres)[27]